# 第15旅団 (陸上自衛隊)
第15旅団（だいじゅうごりょだん、JGSDF 15th Brigade）は、陸上自衛隊那覇駐屯地（沖縄県那覇市）に旅団司令部および主力部隊が駐屯する西部方面隊直轄の即応近代化旅団（離島型）である。

## 概要

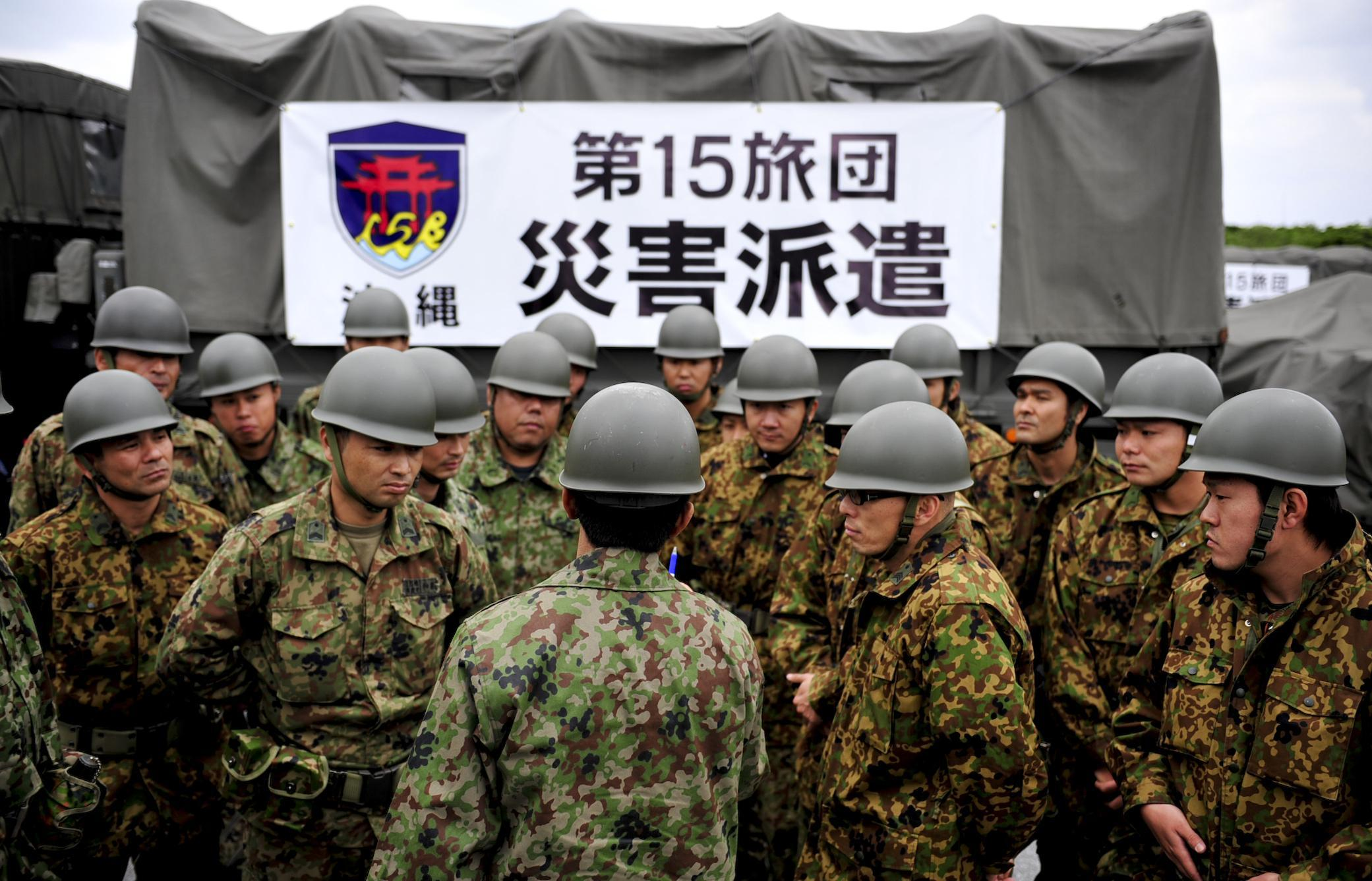
東日本大震災での災害派遣で、東北に出動する準備を行う第15旅団

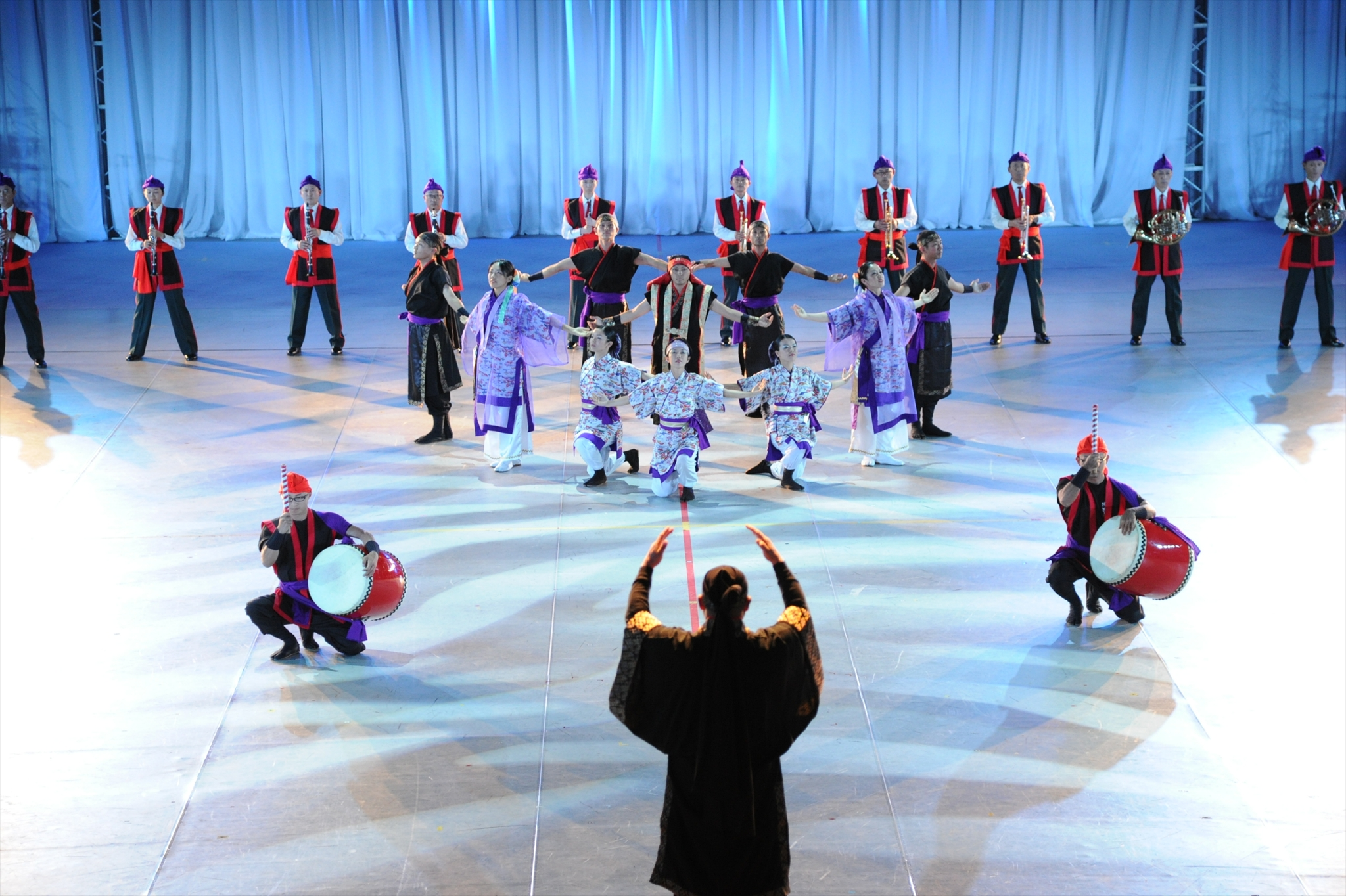
自衛隊音楽まつりで演奏を披露する第15旅団エイサー隊（2012年）

沖縄地方の防衛警備・災害派遣などを任務としている。中期防衛力整備計画 (2005)に基づき2010年（平成22年）3月26日、第1混成団の後継として南西諸島の地理的特性を踏まえつつ、ゲリラや特殊部隊による攻撃やNBC攻撃、島嶼部に対する侵略、大規模特殊災害等の新たな脅威や様々な事態に迅速かつ実効的に対応できる体制を構築する一環として編成された離島型旅団である。部隊章の意匠は新編当初第1混成団のものを踏襲していたが、2020年（令和2年）3月に変更された。
26中期防および31中期防において地域配備部隊とし陸上自衛隊空白部の島嶼部への平素の部隊配置の推進が謳われている。具体的には、与那国島（2016年（平成28年）3月28日に与那国駐屯地が開庁）に沿岸監視部隊を、先島諸島（2019年（平成31年）3月26日に宮古島駐屯地が開庁、2023年（令和5年）3月16日に石垣駐屯地が開庁）に離島警備部隊が配置されている。
なお、即応予備自衛官訓練については西部方面混成団第24普通科連隊第4普通科中隊が担当している。
クラブ活動としてエイサー隊が結成されており、自衛隊音楽まつりで演奏を披露している。
2022年（令和4年）12月16日に閣議決定された防衛力整備計画（旧・中期防衛力整備計画）で、第15旅団を師団に改編する方針が示された。具体的には普通科連隊を1個増やす予定であるが、普通科連隊の編制が師団隷下の普通科連隊よりも規模が小さい旅団隷下の普通科連隊 (軽) のままであるため、3000名程度の規模でしかなく、第14旅団とほぼ同規模の編制である。そのため、陸上自衛隊が公表している師団（6000名から8000名）および旅団（3000名から4000名）の人員規模と明らかに矛盾している。

## 沿革
- 2010年（平成22年）3月26日：第1混成団から第15旅団に改編。

1. 第51普通科連隊、第15飛行隊、第15後方支援隊、第15偵察隊、第15通信隊、第15施設中隊、第15音楽隊が那覇駐屯地に新編。
2. 第15旅団司令部付隊の下に化学防護隊（化学防護車、除染装置を装備）が新編[2]。

- 2011年（平成23年）3月：

1. 第15旅団司令部付隊化学防護隊（那覇駐屯地）を廃止。
2. 第15特殊武器防護隊が那覇駐屯地に新編（生物剤警報器を装備）。

- 2012年（平成24年）3月26日：部隊改編。

1. 第15特殊武器防護隊を改編（生物偵察車を装備）。
2. 第6高射特科群に03式中距離地対空誘導弾の配備を開始。

- 2013年（平成25年）3月26日：第15飛行隊（那覇駐屯地）を第15ヘリコプター隊に改編。
- 2014年（平成26年）3月26日：第6高射特科群（八重瀬分屯地）を第15高射特科連隊に改編[3]。
- 2019年（平成31年）3月26日：宮古島駐屯地が開庁し、宮古警備隊を新編[4][5]。
- 2020年（令和02年）3月26日：部隊新編等

1. 第15情報隊を那覇駐屯地に新編[6][7]。無人偵察機（UAV）「スキャンイーグル２」を装備。
2. 部隊章（師団等標識）を変更[8]。

2020年頃の主要編成
第51普通科連隊、第15高射特科連隊、第15ヘリコプター隊、宮古警備隊
- 2021年（令和03年）1月29日：宮古島内の新型コロナウイルス感染症の拡大を受け、重症患者の救急搬送を開始。同年2月4日までに4人が島外へ搬送[9]。
- 2022年（令和04年）3月17日：第15施設中隊（那覇駐屯地）を第15施設隊に改編[10][11][12]。
- 2023年（令和05年）3月16日：石垣駐屯地が開庁し、八重山警備隊を新編。
- 時期未定：改編予定。

1. 旅団から師団に改編予定。
2. 1個普通科連隊を新編予定。

## 部隊編成
本旅団の編成は、即応近代化旅団（離島型）と呼ばれる、独特のものとなっている。旅団への改編にあたり第15偵察隊を新編するなど、部隊規模は、第1混成団時の約1,800名から300名増員、2,100名（編成完結当時）となっている。普通科連隊（軽）（3個普通科中隊基幹）である第51普通科連隊を基幹としている。これは第1混成群第301・第302普通科中隊および第301重迫撃砲中隊を再編し編成された。隷下に離島警備部隊として2019年（平成31年）3月には宮古警備隊が、2023年（令和5年）3月には八重山警備隊が新編されている。
第15偵察隊は新編部隊であり87式偵察警戒車を装備している。戦車部隊が編組されていない本旅団においては最も重装備の部隊となっている。第15施設隊は第1混成群第301施設中隊から改編であり、新編時は3等陸佐指揮の中隊編制となっていたが2022年（令和4年）3月に他の旅団と同じ隊編制となった。同様に第15通信隊が、第1混成団本部付隊通信小隊より増強、独立し当初から隊編成で新編されている。第15高射特科連隊は、旅団新編から4年後に第6高特科群を改編して編成した高射特科連隊（4個高射中隊基幹）であり、陸上自衛隊の師団/旅団隷下の高射特科部隊で中距離地対空誘導弾を装備しているのは当部隊だけである。八重瀬分屯地のほか4か所の分屯地に駐屯している。
地理的・政治的条件から戦車部隊・野戦特科部隊は編制に入っておらず、また、歴史上の背景から、旅団内に直属の不発弾処理隊を編成している（他の不発弾処理隊は方面後方支援隊隷下部隊）。2020年（令和2年）時点においてもなお、沖縄県内では依然として不発弾の発見が続いており、1日で複数回の処理を行うことも珍しくない。
第15ヘリコプター隊は2個飛行隊編制であり、離島が多い地形上、航続距離の長いUH-60JAヘリコプター、大型ヘリコプターのCH-47J/JAのほかLR-2連絡偵察機も装備している。
第1混成団隷下の第416基地通信隊は第322基地通信中隊に改編し西部方面通信群隷下に、第430会計隊は西部方面会計隊隷下になり、方面直轄部隊として那覇駐屯地業務隊が新編され駐屯地管理業務が分離された。
編成
- 第15旅団司令部
- 第51普通科連隊（3個普通科中隊基幹）
- 宮古警備隊[5]（1個普通科中隊基幹）
- 八重山警備隊（1個普通科中隊基幹）
- 第15高射特科連隊
- 第15ヘリコプター隊
- 第15後方支援隊
- 第15偵察隊
- 第15情報隊
- 第15施設隊
- 第15通信隊
- 第15特殊武器防護隊
- 第15旅団司令部付隊
- 第15音楽隊
- 第101不発弾処理隊

駐屯地
- 那覇駐屯地（沖縄県那覇市）
  - 第15旅団司令部および同付隊
  - 第51普通科連隊
  - 第15ヘリコプター隊（庁舎等は隣接する航空自衛隊那覇基地内にある[14]。）
  - 第15後方支援隊
  - 第15偵察隊
  - 第15情報隊
  - 第15施設隊
  - 第15通信隊
  - 第15特殊武器防護隊
  - 第15音楽隊
  - 第101不発弾処理隊
- 宮古島駐屯地（沖縄県宮古島市）
  - 宮古警備隊[5]
- 石垣駐屯地（沖縄県石垣市）
  - 八重山警備隊
- 八重瀬分屯地（沖縄県島尻郡八重瀬町）
  - 第15高射特科連隊本部
- 知念分屯地（沖縄県南城市）
  - 第15高射特科連隊第1中隊
- 勝連分屯地（沖縄県うるま市）
  - 第15高射特科連隊第2中隊
- 白川分屯地（沖縄県沖縄市）
  - 第15高射特科連隊第3中隊
- 南与座分屯地（沖縄県島尻郡八重瀬町）
  - 第15高射特科連隊第4中隊

## 主要幹部
| 官職名                     | 階級    | 氏名     | 補職発令日     | 前職                                 |
| -------------------------- | ------- | -------- | -------------- | ------------------------------------ |
| 第15旅団長                 | 陸将補  | 泉英夫   | 2025年08月01日 | 統合幕僚監部運用部副部長             |
| 副旅団長 兼 那覇駐屯地司令 | 1等陸佐 | 竹内肇   | 2025年08月01日 | 統合幕僚監部首席指揮通信システム官付 |
| 幕僚長                     | 1等陸佐 | 西田喜一 | 2024年08月01日 | 第1水陸機動連隊長                    |

| 代 | 氏名       | 在職期間                        | 出身校・期 | 前職                                               | 後職                                   |
| -- | ---------- | ------------------------------- | ---------- | -------------------------------------------------- | -------------------------------------- |
| 01 | 反怖謙一   | 2010年03月26日 - 2011年04月26日 | 防大23期   | 第1混成団長 兼 那覇駐屯地司令                      | 北部方面総監部幕僚長 兼 札幌駐屯地司令 |
| 02 | 友部薫     | 2011年04月27日 - 2012年07月25日 | 防大23期   | 自衛隊情報保全隊司令                               | 第2師団長 （陸将昇任）                 |
| 03 | 小林茂     | 2012年07月26日 - 2014年08月04日 | 防大27期   | 陸上幕僚監部運用支援・情報部長                     | 第3師団長 （陸将昇任）                 |
| 04 | 上尾秀樹   | 2014年08月05日 - 2016年06月30日 | 防大29期   | 陸上幕僚監部監理部長                               | 第6師団長 （陸将昇任）                 |
| 05 | 原田智総   | 2016年07月01日 - 2019年03月31日 | 防大31期   | 陸上幕僚監部運用支援・情報部長                     | 陸上総隊司令部幕僚長 （陸将昇任）      |
| 06 | 中村裕亮   | 2019年04月01日 - 2020年04月14日 | 防大32期   | 陸上自衛隊教育訓練研究本部副本部長 兼 総合企画部長 | 第7師団長 （陸将昇任）                 |
| 07 | 佐藤真     | 2020年04月15日 - 2021年12月21日 | 防大34期   | 第1師団副師団長 兼 練馬駐屯地司令                  | 陸上自衛隊補給統制本部副本部長         |
| 08 | 井土川一友 | 2021年12月22日 - 2023年03月29日 | 防大35期   | 陸上幕僚監部人事教育部長                           | 第2師団長 （陸将昇任）                 |
| 09 | 松永浩二   | 2023年03月30日 - 2024年03月27日 | 防大36期   | 陸上幕僚監部防衛部長                               | 第7師団長 （陸将昇任）                 |
| 10 | 上野和士   | 2024年03月28日 - 2025年07月31日 | 防大37期   | 陸上幕僚監部装備計画部長                           | 陸上総隊司令部幕僚長 （陸将昇任）      |
| 11 | 泉英夫     | 2025年08月01日 -                | 防大38期   | 統合幕僚監部運用部副部長                           |                                        |

## 廃止部隊
- 2013年（平成25年）3月25日廃止
  - 第15飛行隊「15飛」（那覇駐屯地）：第15ヘリコプター隊に改編。
- 2014年（平成26年）3月25日廃止
  - 第6高射特科群「6高群-本」（八重瀬分屯地）：第15高射特科連隊に改編。